# Equipo Olímpico Español de Vela
El Equipo Olímpico Español de Vela es el equipo formado por regatistas de nacionalidad española que representa a la Real Federación Española de Vela en las competiciones internacionales de vela que se celebran durante las olimpiadas y en los Juegos Olímpicos, así como en otros eventos organizados por la Federación Internacional de Vela. 

## XXXII Olimpiada
Equipo que compite durante la XXXII Olimpiada.
| Clase                             | Regatistas | Tokio 2020 |
| Nacra 17                          |            |            |
| Iker Martínez y Olga Maslivets    |            |            |
| Tara Pacheco y Florián Trittel    |            |            |
| 49er masculino                    |            |            |
| Federico Alonso y Arturo Alonso   |            |            |
| Diego Botín y Iago López          |            |            |
| 49er femenino                     |            |            |
| Támara Echegoyen y Berta Betanzos |            |            |
| Carla Munté y Marta Munté         |            |            |
| Finn                              |            |            |
| Alejandro Muscat                  |            |            |
| Pablo Guitián                     |            |            |
| Joan Cardona                      |            |            |
| Víctor Gorostegui                 |            |            |
| Laser Standard                    |            |            |
| Joel Rodríguez                    |            |            |
| Joaquín Blanco Roca               |            |            |
| Carlos Rosselló                   |            |            |
| Laser Radial                      |            |            |
| Cristina Pujol                    |            |            |
| Martina Reino                     |            |            |
| 470 masculino                     |            |            |
| Jordi Xammar y Nicolás Rodríguez  |            |            |
| 470 femenino                      |            |            |
| Silvia Mas y Patricia Cantero     |            |            |
| Sofía Toro y Ángela Pumariega     |            |            |
| Bárbara Cornudella y Sara López   |            |            |
| RS:X masculino                    |            |            |
| Iván Pastor                       |            |            |
| Joan Carles Cardona               |            |            |
| Sergi Escandell                   |            |            |
| Ángel Granda                      |            |            |
| RS:X femenino                     |            |            |
| Marina Alabau                     |            |            |
| Blanca Manchón                    |            |            |

Equipo técnico:Asier Fernández, Jorge Angulo, Carlos Llamas, Gustavo Martínez Doreste, Pepe Lis, Lucía Reyes, Jano Toro, Santiago López-Vázquez y Marcos Fernández.

## XXXI Olimpiada
El equipo que compitió durante la XXXI Olimpiada estuvo formado por los siguientes regatistas, de los que se indica, en la columna de la derecha, los que finalmente participaron en los Juegos Olímpicos de Río de Janeiro 2016 mostrando el resultado obtenido:
| Clase                                    | Regatistas | Río de Janeiro 2016 |
| Nacra 17                                 |            |                     |
| Iker Martínez y Tara Pacheco             | 11º puesto |                     |
| Toni Rivas y Laia Tutzo                  |            |                     |
| 49er masculino                           |            |                     |
| Federico Alonso y Arturo Alonso          |            |                     |
| Carlos Paz y Antón Paz                   |            |                     |
| Diego Botín y Iago López                 | 9º puesto  |                     |
| 49er femenino                            |            |                     |
| Támara Echegoyen y Berta Betanzos        | 4º puesto  |                     |
| Silvia Roca y Aura Miquel                |            |                     |
| María Cantero y Ana Hernández            |            |                     |
| 470 masculino                            |            |                     |
| Onán Barreiros y Juan Curbelo            |            |                     |
| Jorge Martínez Doreste y Aarón Sarmiento |            |                     |
| Jordi Xammar y Joan Herp                 | 12º puesto |                     |
| 470 femenino                             |            |                     |
| Ángela Pumariega y Patricia Cantero      |            |                     |
| Sofía Toro y Laura Sarasola              |            |                     |
| Natalia Vía-Dufresne y Sandra Azón       |            |                     |
| Marina Gallego y Fátima Reyes            |            |                     |
| Alba Bou y Julia Subira                  |            |                     |
| Bárbara Cornudella y Sara López          | 12º puesto |                     |
| RS:X masculino                           |            |                     |
| Iván Pastor                              | 9º puesto  |                     |
| Joan Carles Cardona                      |            |                     |
| Jordi Xammar y Joan Herp                 |            |                     |
| RS:X femenino                            |            |                     |
| Marina Alabau                            | 5º puesto  |                     |
| Blanca Manchón                           |            |                     |
| Pilar Lamadrid                           |            |                     |
| Laser Standard                           |            |                     |
| Jesús Rogel                              |            |                     |
| Joaquín Blanco                           | 36º puesto |                     |
| Laser Radial                             |            |                     |
| Alicia Cebrián                           | 17º puesto |                     |
| Martina Reino                            |            |                     |
| Finn                                     |            |                     |
| Alejandro Muscat                         |            |                     |
| Pablo Guitián                            |            |                     |

Como apoyo a los regatistas, el equipo contó con los entrenadores Roy Alonso en Láser Radial, Pepe Lis en 49er femenino, Diego Fructuoso en Láser Standard, Luca Devoti en Finn, Alex Guyader en RS:X masculino, Curro Manchón en RS:X femenino, Carlos Llamas en 49er masculino, Santiago López-Vázquez en Nacra 17, y Jorge Angulo en 470 masculino. También como apoyo en tierra, el equipo contó con Mari Carmen Vaz como médico, Miguel Sánchez-Cuenca en la meteorología, Diego Quintana como preparador físico, Toni Otero al frente de formación, reglamento y el I+D+I, y los fisioterapeutas Lluís Miquel Horta, Pau Gracia, Luís Morales y Leo Lemos.

## XXX Olimpiada
El equipo que compitió durante la XXX Olimpiada estuvo formado por los siguientes regatistas, de los que se indica, en la columna de la derecha, los que finalmente participaron en los Juegos Olímpicos de Londres 2012 mostrando el resultado obtenido:
| Clase                                           | Regatistas     | Londres 2012 |
| Elliott 6m femenino                             |                |              |
| Támara Echegoyen, Ángela Pumariega y Sofía Toro | Medalla de oro |              |
| Silvia Roca, Eva González y Lara Cacabelos      |                |              |
| 49er masculino                                  |                |              |
| Iker Martínez y Xabier Fernández                | 12º puesto     |              |
| Federico Alonso y Arturo Alonso                 |                |              |
| Carlos Paz y Antón Paz                          |                |              |
| Star masculino                                  |                |              |
| Fernando Echávarri y Fernando Rodríguez Rivero  |                |              |
| Fernando García y Jano Toro                     |                |              |
| 470 masculino                                   |                |              |
| Onán Barreiros y Aarón Sarmiento                | 11º puesto     |              |
| 470 femenino                                    |                |              |
| Tara Pacheco y Berta Betanzos                   | 10º puesto     |              |
| RS:X masculino                                  |                |              |
| Iván Pastor                                     | 16º puesto     |              |
| Juan Manuel Moreno                              |                |              |
| RS:X femenino                                   |                |              |
| Marina Alabau                                   | Medalla de oro |              |
| Blanca Manchón                                  |                |              |
| Finn masculino                                  |                |              |
| Rafael Trujillo                                 | 8º puesto      |              |
| Alex Muscat                                     |                |              |
| Laser Standard                                  |                |              |
| Javier Hernández                                | 12º puesto     |              |
| Pablo Guitián                                   |                |              |
| Jesús Rogel                                     |                |              |
| Laser Radial                                    |                |              |
| Alicia Cebrían                                  | 11º puesto     |              |
| Lucía Reyes                                     |                |              |
| Fátima Reyes                                    |                |              |